# آغوش‌های گسسته
آغوش‌های گسسته (اسپانیایی: Los abrazos rotos‎) فیلمی در ژانر رمانتیک و درام به کارگردانی پدرو آلمودوار است که در سال ۲۰۰۹ منتشر شد. از بازیگران آن می‌توان به پنه‌لوپه کروز و روسی د پالما اشاره کرد. این فیلم در بخش مسابقه جشنواره فیلم کن ۲۰۰۹ حضور داشت.

## خلاصه داستان
روایت نویسنده‌ای نابینا بنام «هری» (هومار) است که ۱۴ سال قبل در تصادف رانندگی علاوه بر بینایی، عشق خود «لنا» (کروز) را از دست داده است…

## بازیگران
- پنه‌لوپه کروز
- لوئیس امار
- بلانکا پورتیلو
- خوزه لوئیس گومس
- روین اوچاندیانو
- تامار نوواس
- کارمن ماچی
- روسی د پالما
- آگوستین آلمادوار
- کارلوس لئال
- دنی مارتین
- ماریولا فوئنتس
- آنخلا مولینا
- آله‌خو سائوراس
- چوس لامپره‌آبه